# Blue Sky Rangers
Blue Sky Rangers was de teamnaam van de software-ontwikkelingafdeling van Mattel sinds 1982. Bij lancering van de spelcomputer Intellivision waren er uiteraard enkele spellen beschikbaar. Deze werden ontwikkeld door het externe bedrijf APh Technological Consulting. Omdat de spelconsole een groot succes bleek, besloot Mattel om een eigen productie op te starten: Mattel Electronics. Het team dat instond voor ontwikkeling van software, was Blue Sky Rangers. Dit team begon met vijf medewerkers: manager Gabriel Baum, Don Daglow, Rick Levine, Mike Minkoff en John Sohl. Eind 1983 bestond het team uit 110 personen.
Omdat Mattel vreesde dat hun ontwikkelaars zouden overstappen naar de concurrentie, zoals Atari, werd beslist dat de namen van de medewerkers geheim moesten blijven. Dat is de reden waarom de Mattel-computerspellen nergens de namen van de ontwikkelaars tonen, enkel de naam van het ontwikkelteam: Blue Sky Rangers. Blue Sky Rangers is afkomstig uit een brainstorm waar het team op zoek ging naar titels en ideeën voor toekomstige computerspellen. De richtlijn om in computerspellen enkel de naam van het team te tonen, werd trouwens toegepast door zowat elke fabrikant van spelcomputers. Verder was het tot 1982 ook zo dat producenten enkel voor eigen consoles spellen op de markt brachten. Daar kwam verandering in met oprichting van Activision: zij wonnen een rechtszaak, opgestart door Atari, waardoor nu eender welk bedrijf spellen mocht maken voor eender welke spelconsole. Hierdoor kregen de Blue Sky Rangers concurrentie van Activision.
Begin 1983 stortte de markt van spelcomputers volledig in: een overaanbod van consoles en minderwaardige spellen leidden tot een te groot wantrouwen bij de consument. Deze periode is gekend als de Noord-Amerikaanse videospelrecessie. Twee derde van de medewerkers van Blue Sky Rangers werd ontslagen. In 1984 gaat Mattel Electronics failliet en wordt Intelivission verkocht aan INTV Corp. INTV Corp neemt het volledige productgamma over, inclusief de resterende medewerkers van Blue Sky Rangers en de spellen die in de pijplijn zitten.